# Tronceda a Nova
Tronceda a Nova es una aldea española situada en la parroquia de Tronceda, del municipio de Arzúa, en la provincia de La Coruña, Galicia.

## Demografía
| Gráfica de evolución demográfica de Tronceda a Nova entre 2000 y 2018 |
|                                                                       |
| Datos según el nomenclátor publicado por el INE.                      |